# Hong slipinskii
Hong slipinskii – gatunek chrząszcza z rodziny biedronkowatych i podrodziny Microweiseinae.

## Taksonomia
Gatunek ten opisany zostały po raz pierwszy w 2013 roku przez Guillerma Gonzáleza i Hermesa Escalonę na łamach „Zootaxa”. Jako miejsce typowe wskazano El Mazano w prowincji Concepción w Chile. Epitet gatunkowy nadano na cześć Adama Ślipińskiego, który wprowadził w 2007 roku rodzaj Hong.

## Morfologia
Chrząszcz o podługowato-owalnym, wysklepionym ciele długości 1,1 mm i szerokości 0,6 mm. Ubarwienie ma rudobrązowe z ciemnorudą, rozmytą, okrągławą plamą pośrodku pokryw. Wierzch ciała porastają szczecinki krótkie, oraz wmieszane w nie, rozproszone szczecinki długie.
Głowa jest półtorakrotnie dłuższa niż szeroka, spłaszczona, o wydatnych oczach zbudowanych z około 50 dużych omatidiów oraz półtorakrotnie dłuższych od oczu skroniach. Czułki buduje dziesięć członów, z których trzy ostatnie formują buławkę. Szczęki mają ostatni człon głaszczków szczękowych trzykrotnie dłuższy niż przedostatni.
Dwukrotnie szersze niż długie przedplecze ma łukowatą krawędź przednią, przednie kąty nieoddzielone liniami od dysku oraz ostre kąty tylne. Punkty na dysku przedplecza są delikatne, mniejsze niż na pokrywach, rozmieszczone na odległości równe od półtorakrotności do dwukrotności ich średnic. Punkty na pokrywach są grube, bezładnie rozmieszczone na odległości od równych ich średnicy do półtora raza większych. Przedpiersie ma słabo rozwinięty, półkowaty, nienakrywający od spodu narządów gębowych płat przedni oraz pozbawione jest żeberek. Wyrostek międzybiodrowy śródpiersia jest wyniesiony. Poprzeczne zapiersie ma obrzeżone grubymi punktami linie udowe. Smukłe odnóża kończą się czteroczłonowymi (nibytrójczłonowymi) stopami o niezmodyfikowanych pazurkach.
Odwłok ma pięć widocznych na spodzie sternitów (wentrytów), z których pierwszy jest tak długi jak trzy następne razem wzięte i zaopatrzony w obrzeżone punktami linie udowe. Samiec ma wydłużone paramery o zaokrąglonych szczytach, niewiele dłuższy od nich i ku szczytowi zwężony płat środkowy fallobazy oraz długie, cienkie, w nasadowej ćwiartce zakrzywione i dalej proste prącie o ostrym szczycie i krótkiej kapsule nasadowej. Samica ma pięciokrotnie dłuższe niż szerokie gonokoksyty z wierzchołkowo umieszczonymi gonostylikami.

## Ekologia i występowanie
Owad neotropikalny, endemiczny dla Chile, znany z prowincji Colchagua, Concepción i Malleco. Spotykany m.in. na zalesionych, błotnistych pobrzeżach strumieni.